# Castelnau-de-Guers
Castelnau-de-Guers è un comune francese di 1 143 abitanti situato nel dipartimento dell'Hérault nella regione dell'Occitania.

## Società

### Evoluzione demografica
Abitanti censiti